# Dendrobium xanthophlebium
Dendrobium xanthophlebium är en orkidéart som beskrevs av John Lindley. Dendrobium xanthophlebium ingår i släktet Dendrobium och familjen orkidéer. Inga underarter finns listade i Catalogue of Life.